# Hermosa (Bataan)
Hermosa é um município de  primeira classe de renda municipal (d) na província Bataan e A Pampanga, nas Filipinas. De acordo com o censo de 1 de maio  de  2020 possui uma população de 77 443 pessoas e 18 494 domicílios.